# Drapeau de la Nouvelle-Galles du Sud

Le drapeau de la Nouvelle-Galles du Sud.

Le drapeau de la Nouvelle-Galles du Sud (en anglais : Flag of New South Wales) est le drapeau officiel de l'État australien de Nouvelle-Galles du Sud. Adopté en 1876, il s'agit d'un Blue Ensign britannique, avec sur le battant un disque blanc avec la croix de saint Georges.

## Histoire
Le premier drapeau de la Territoire de la Nouvelle-Galles du Sud a été approuvé autour de 1867. C'était aussi un Blue Ensign avec les lettres "NSW" situées au centre. Le drapeau était une réponse à l'approbation au Colonial Naval Defence Act 1865.
La Nouvelle-Galles du Sud  approuva un second drapeau en 1876 et est presque identique à celui du Victoria (avec cinq étoiles dorées ; 5, 6, 7, 8, 9 pointes).. C'était aussi une enseigne britannique avec le  "Sceau du Gouverneur" situé au centre. L'enseigne était la Croix du Sud et une couronne impériale située au-dessus. La différence entre cette enseigne et le drapeau du Victoria était que les étoiles étaient dorées et allaient de 5 à 9 pointes, chaque étoiles pointant l'une d'elle vers le bas du drapeau.
L'actuel drapeau a été adopté en raison des critiques de l' Amirauté que la conception précédente était trop similaire à la conception du drapaau Victoria.
Le sceau de l'état a été conçu par James Barnet et le capitaine Francis Hixson, un officier retraité de la Royal Navy.

### Drapeaux Historiques de la Nouvelle-Galles du Sud
| Symbole décrivant l'usage, explicité ci-après          |
| drapeau gouverneur de Nouvelle-Galles du Sud 1870–1876 |

| Symbole décrivant l'usage, explicité ci-après          |
| drapeau gouverneur de Nouvelle-Galles du Sud 1876–1981 |

| Symbole décrivant l'usage, explicité ci-après |
| Union Flag of Great Britain 1788–1800         |

| Symbole décrivant l'usage, explicité ci-après |
| drapeau de Nouvelle-Galles du Sud 1867        |

| Symbole décrivant l'usage, explicité ci-après |
| drapeau de Nouvelle-Galles du Sud 1870–1876   |

| Symbole décrivant l'usage, explicité ci-après |
| New South Wales Enseign                       |

| Symbole décrivant l'usage, explicité ci-après                            |
| drapeau de Nouvelle-Galles du Sud New South Wales Customs Flag 1832–1882 |

| Symbole décrivant l'usage, explicité ci-après |
| New South Wales Customs Flag 1882–1901        |